# The Code Is Red... Long Live the Code
The Code Is Red... Long Live the Code – jedenasty album studyjny brytyjskiego zespołu Napalm Death. Wydawnictwo ukazało się 25 kwietnia 2005 roku nakładem wytwórni muzycznej Century Media Records.
Nagrania zostały zarejestrowane, wyprodukowane i zmiksowane w Foel Studios w Llanfair Caernon w Walli pomiędzy 21 września a 13 października 2004 roku. Dodatkowe partie zostały nagrane w El Bueno Mundo Studios w San Francisco w Stanach Zjednoczonych w listopadzie 2004 roku. Mastering odbył się w Orchard Road Studios w Finedon, Northamptonshire pomiędzy 30 listopada a 2 grudnia 2004 roku. Gościnnie na płycie zaśpiewali: Jello Biafra, członek zespołu Dead Kennedys, Jamey Jasta, członek zespołu Hatebreed oraz Jeff Walker członek zespołu Carcass.
Materiał był promowany teledyskami do utworów "Morale" i "Silence Is Deafening".

## Lista utworów
Opracowano na podstawie materiału źródłowego.
1. "Silence Is Deafening" (sł. Mark Greenway, muz. Shane Embury) - 3:48
2. "Right You Are" (sł. Mark Greenway, muz. Shane Embury) - 0:52
3. "Diplomatic Immunity" (sł. Mark Greenway, muz. Shane Embury) - 1:45
4. "The Code Is Red... Long Live The Code" (sł. Mark Greenway, muz. Mitch Harris) - 3:30
5. "Climate Controllers" (sł. Mark Greenway, muz. Mitch Harris) - 3:06
6. "Instruments Of Persuasion" (gościnnie: Jamey Jasta) (sł. Mark Greenway, muz. Mitch Harris) - 2:59
7. "The Great And The Good" (gościnnie: Jello Biafra) (sł. Mark Greenway, muz. Shane Embury) - 4:10
8. "Sold Short" (gościnnie: Jamey Jasta) (sł. Mark Greenway, muz. Shane Embury, Mitch Harris) - 2:47
9. "All Hail The Grey Dawn" (sł. Mark Greenway, muz. Shane Embury) - 4:13
10. "Vegetative State" (sł. Mark Greenway, muz. Mitch Harris) - 3:08
11. "Pay For The Privilege Of Breathing" (sł. Mark Greenway, muz. Shane Embury) - 1:46
12. "Pledge Yourself To You" (gościnnie: Jeff Walker) (sł. Mark Greenway, muz. Mitch Harris) - 3:14
13. "Striding Purposefully Backwards" (sł. Mark Greenway, muz. Mitch Harris) - 2:53
14. "Morale" (sł. Mark Greenway, muz. Shane Embury) - 4:44
15. "Our Pain Is Their Power" (muz. Shane Embury, Mitch Harris, Russ Russell) - 2:09 (utwór instrumentalny)